# Ogembo
Ogembo – miasto w Kenii, w hrabstwie Kisii. W 2010 liczyło 1 962 mieszkańców.